# Državno prvenstvo 1929
Il Prvenstvo Kraljevine Srba, Hrvata i Slovenaca u nogometu 1929 (campionato di calcio del Regno dei Serbi, Croati e Sloveni 1929), conosciuto anche come Državno prvenstvo 1929 (campionato nazionale 1929), fu la settima edizione della massima serie del campionato jugoslavo di calcio, disputata tra il 16 giugno e il 20 ottobre 1929 e conclusa con la vittoria del Hajduk Spalato, al suo secondo titolo.
Fu la prima edizione del campionato ad andata e ritorno. Da quest'anno, fino al 1936 compreso, le squadre jugoslave non parteciparono alla Coppa Mitropa.

## Qualificazioni
```
La formula cambia: non più qualificazioni dirette, bensì tutte le vincitrici delle 8 sottofederazioni (Lubiana, Zagabria, Osijek, Subotica, Belgrado, Sarajevo, Spalato e la novità Skopje), più le seconde classificate di Zagabria e Belgrado, si sfidano in un turno di qualificazione per 5 posti nel campionato nazionale.
[
2
]
```

## Turno preliminare
Le 10 squadre qualificate al turno preliminare, abbinate in sfide dirette, si sfidano per 5 posti nella fase finale.
| Squadra 1         | Totale            | Squadra 2          | Andata     | Ritorno    |
| ----------------- | ----------------- | ------------------ | ---------- | ---------- |
| fonte: exyufudbal | fonte: exyufudbal | fonte: exyufudbal  | 02.06.1929 | 09.06.1929 |
| Primorje Lubiana  | 1 – 7             | Građanski Zagabria | 1 – 3      | 0 – 4      |
| HAŠK Zagabria     | 4 – 1             | Hajduk Osijek      | 1 – 1      | 3 – 0      |
| SAND Subotica     | 1 – 4             | Jugoslavija        | 0 – 1      | 1 – 3      |
| BSK Belgrado      | 17 – 3            | Pobeda Skopje      | 17 – 2     | 0 – 1      |
| Hajduk Spalato    | 4 – 2             | Slavija            | 2 – 1      | 2 – 1      |

## Campionato nazionale
Le cinque squadre qualificate si sfidano in un girone all'italiana andata/ritorno.

### Classifica

#### Classifica al 29 settembre 1929
Il campionato 1929 è stato segnato dalla controversia sul caso BSK. Infatti i belgradesi, al termine di esso il 29 settembre, sono in testa alla classifica, grazie al quoziente-reti, e quindi campioni. Ma successivamente risulta che nelle prime due partite (vittoria 5-1 contro lo Jugoslavija il 16 giugno e vittoria 3-1 contro l'Hajduk il 7 luglio) i capitolini hanno utilizzato Dušan Marković (autore di tre reti nelle due partite) che non aveva il diritto di essere impiegato (tesseramento irregolare).
|                       | Pos. | Squadra            | Pt | G | V | N | P | GF | GS | QR    |
| --------------------- | ---- | ------------------ | -- | - | - | - | - | -- | -- | ----- |
| Jugoslavia (bandiera) | 1.   | BSK Belgrado       | 12 | 8 | 5 | 2 | 1 | 24 | 14 | 1,714 |
|                       | 2.   | Hajduk Spalato     | 12 | 8 | 5 | 2 | 1 | 25 | 16 | 1,562 |
|                       | 3.   | HAŠK Zagabria      | 7  | 8 | 3 | 1 | 4 | 15 | 15 | 1,000 |
|                       | 4.   | Jugoslavija        | 6  | 8 | 2 | 2 | 4 | 12 | 15 | 0,800 |
|                       | 5.   | Građanski Zagabria | 3  | 8 | 1 | 1 | 6 | 8  | 24 | 0,333 |

#### Classifica dopo la sentenza della federazione
La federazione dispone la non omologazione delle due partite incriminate (BSK-Jugoslavija e Hajduk-BSK) e ne ordina la ripetizione.
|  | Pos. | Squadra            | Pt | G | V | N | P | GF | GS | QR    |
|  | ---- | ------------------ | -- | - | - | - | - | -- | -- | ----- |
|  | 1.   | Hajduk Spalato     | 12 | 7 | 5 | 2 | 0 | 24 | 13 | 1,846 |
|  | 2.   | BSK Belgrado       | 8  | 6 | 3 | 2 | 1 | 16 | 12 | 1,333 |
|  | 3.   | HAŠK Zagabria      | 7  | 8 | 3 | 1 | 4 | 15 | 15 | 1,000 |
|  | 4.   | Jugoslavija        | 6  | 7 | 1 | 2 | 4 | 11 | 10 | 1,100 |
|  | 5.   | Građanski Zagabria | 3  | 8 | 1 | 1 | 6 | 8  | 24 | 0,333 |

#### Classifica al 20 ottobre 1929 (definitiva)
Il BSK si rifiuta di scendere il campo il 13 ottobre 1929 contro lo Jugoslavija e viene punito con la sconfitta 0-3 a tavolino. Non avrebbe voluto giocare neanche contro l'Hajduk, ma viste le pressioni della federazione, il BSK incontra l'Hajduk il 20 ottobre e vince, sebbene sia una vittoria inutile dato che gli spalatini sono ormai irraggiungibili.
|                       | Pos. | Squadra            | Pt | G | V | N | P | GF | GS | QR    |
| --------------------- | ---- | ------------------ | -- | - | - | - | - | -- | -- | ----- |
| Jugoslavia (bandiera) | 1.   | Hajduk Spalato     | 12 | 8 | 5 | 2 | 1 | 25 | 15 | 1,666 |
|                       | 2.   | BSK Belgrado       | 10 | 8 | 4 | 2 | 2 | 18 | 16 | 1,125 |
|                       | 3.   | Jugoslavija        | 8  | 8 | 3 | 2 | 3 | 14 | 10 | 1,400 |
|                       | 4.   | HAŠK Zagabria      | 7  | 8 | 3 | 1 | 4 | 15 | 15 | 1,000 |
|                       | 5.   | Građanski Zagabria | 3  | 8 | 1 | 1 | 6 | 8  | 24 | 0,333 |

Legenda:
      Campione del Regno.
Note:
Due punti a vittoria, uno a pareggio, zero a sconfitta.

### Risultati
| Andata (1ª) | Andata (1ª)    | 1ª giornata       | Ritorno (6ª) | Ritorno (6ª) |
|             |                |                   |              |              |
| 16 giu.     | 0-3            | BSK - Jugoslavija | 2-1          | 4 ago.       |
| 16 giu.     | 1-3            | Građanski - HAŠK  | 0-3          | 4 ago.       |
| 16 giu.     | Riposa: Hajduk |                   |              | 4 ago.       |

| Andata (2ª) | Andata (2ª)       | 2ª giornata        | Ritorno (7ª) | Ritorno (7ª) |
|             |                   |                    |              |              |
| 7 lug.      | 1-2               | Hajduk - BSK       | 5-5          | 11 ago.      |
| 7 lug.      | 2-0               | Jugoslavija - HAŠK | 2-2          | 11 ago.      |
| 7 lug.      | Riposa: Građanski |                    |              | 11 ago.      |

| Andata (3ª) | Andata (3ª) | 3ª giornata             | Ritorno (8ª) | Ritorno (8ª) |
|             |             |                         |              |              |
| 14 lug.     | 2-0         | Građanski - Jugoslavija | 0-4          | 8 set.       |
| 14 lug.     | 5-2         | Hajduk - HAŠK           | 2-1          | 8 set.       |
| 14 lug.     | Riposa: BSK |                         |              | 8 set.       |

| Andata (4ª) | Andata (4ª)  | 4ª giornata          | Ritorno (9ª) | Ritorno (9ª) |
|             |              |                      |              |              |
| 21 lug.     | 5-1          | BSK - Građanski      | 1-1          | 15 set.      |
| 21 lug.     | 4-2          | Hajduk - Jugoslavija | 0-0          | 15 set.      |
| 21 lug.     | Riposa: HAŠK |                      |              | 15 set.      |

| \| Andata (5ª) \| Andata (5ª) \| 5ª giornata \| Ritorno (10ª) \| Ritorno (10ª) \| \| \| \| \| \| \| \| 28 lug. \| 3-1 \| HAŠK - BSK \| 1-2 \| 29 set. \| \| 28 lug. \| 4-1 \| Hajduk - Građanski \| 4-2 \| 29 set. \| \| 28 lug. \| Riposa: Jugoslavija \| \| \| 29 set. \| |                     |                    |               |               |
| Andata (5ª) | Andata (5ª)         | 5ª giornata        | Ritorno (10ª) | Ritorno (10ª) |
| |                     |                    |               |               |
| 28 lug. | 3-1                 | HAŠK - BSK         | 1-2           | 29 set.       |
| 28 lug. | 4-1                 | Hajduk - Građanski | 4-2           | 29 set.       |
| 28 lug. | Riposa: Jugoslavija |                    |               | 29 set.       |

#### 1ª giornata
| Belgrado 16 giugno 1929 Prima giornata | BSK Belgrado           | 5 – 1 referto | Jugoslavija | Igralište BSK-a (6 000 spett.)\| Arbitro: \| Zoltan Egri (Zagabria) \| |
| Arbitro:                               | Zoltan Egri (Zagabria) |               |             |                                                                        |

Partita annullata per la posizione irregolare di Dušan Marković (BSK).
| Arbitro: | Stanojlo Joksić (Belgrado) |

|               |           |                     |
| Gumhalter 43’ | Marcatori | 3’, 22’, 87’ Hitrec |

#### 2ª giornata
| Spalato 7 luglio 1929 Seconda giornata | Hajduk Spalato       | 1 – 3 referto | BSK Belgrado | Igralište Hajduka (4 000 spett.)\| Arbitro: \| Adolf Miesz (Vienna) \| |
| Arbitro:                               | Adolf Miesz (Vienna) |               |              |                                                                        |

Partita annullata per la posizione irregolare di Dušan Marković (BSK).
| Arbitro: | Viktor Vodišek (Lubiana) |

|                            |           |  |
| Ivković 75’ B. Popović 87’ | Marcatori |  |

#### 3ª giornata
| Arbitro: | Eugen Braun (Vienna) |

|                          |           |  |
| D. Babić 10’ Cindrić 73’ | Marcatori |  |

| Arbitro: | Julius Zwicker (Vienna) |

|                                                      |           |                         |
| Benčič 28’ (rig.) 49’, 85’ (rig.) 89’ A. Bonačić 42’ | Marcatori | 15’ F. Wolf 56’ Leinert |

#### 4ª giornata
| Arbitro: | Viktor Vodišek (Lubiana) |

|                                                         |           |             |
| B. Marjanović 11’, 39’, 70’ Vujadinović 37’, 68’ (rig.) | Marcatori | 4’ D. Babić |

| Arbitro: | Mihály Iváncsics (Budapest) |

|                                                     |           |                              |
| A. Bonačić 14’ Benčić 22’ Bakotić 70’ Š. Poduje 84’ | Marcatori | 9’ Dobrijević 25’ B. Popović |

#### 5ª giornata
| Arbitro: | Eugen Braun (Vienna) |

|                            |           |                   |
| Leinert 13’, 43’ Jeren 56’ | Marcatori | 49’ B. Marjanović |

| Arbitro: | Erno Gőrő (Budapest) |

|                                                          |           |           |
| Bakotić 28’, 89’ Benčič 37’ (rig.) Stipanović Guzina 79’ | Marcatori | 74’ Kralj |

#### 6ª giornata
| Arbitro: | József Schlisser (Budapest) |

|               |           |                           |
| Milošević 70’ | Marcatori | 16’ Čupić 50’ Vujadinović |

| Arbitro: | Adolf Miesz (Vienna) |

|                           |           |  |
| Agić 30’ L. Wolf 73’, 82’ | Marcatori |  |

#### 7ª giornata
| Arbitro: | Emil Göbel (Vienna) |

|                                                |           |                                                           |
| Vujadinović 24’ (rig.) 49’, 51’, 88’ Čupić 26’ | Marcatori | 19’ Š. Poduje 34’ A. Bonačić 44’, 61’ Bakotić 64’ Lemešić |

| Arbitro: | Eugen Braun (Vienna) |

|                       |           |                             |
| Hitrec 43’ (rig.) 59’ | Marcatori | 40’ Dobrijević 78’ Hrnjiček |

#### 8ª giornata
| Arbitro: | Božo Nedoklan (Spalato) |

|                                                |           |  |
| Milošević 15’ Lončarević 50’ Hrnjiček 61’, 88’ | Marcatori |  |

| Arbitro: | Emil Göbel (Vienna) |

|          |           |                           |
| Wolf 18’ | Marcatori | 20’ A. Bonačić 42’ Benčić |

#### 9ª giornata
| Belgrado 15 settembre 1929 Nona giornata | Jugoslavija            | 0 – 0 referto | Hajduk Spalato | Igralište Jugoslavije (6 000 spett.)\| Arbitro: \| Zoltan Egri (Zagabria) \| |
| Arbitro:                                 | Zoltan Egri (Zagabria) |               |                |                                                                              |

| Arbitro: | Stjepan Jelačić (Osijek) |

|             |           |                   |
| Cindrić 69’ | Marcatori | 13’ B. Marjanović |

#### 10ª giornata
| Arbitro: | Adolf Miesz (Vienna) |

|                                   |           |            |
| Vujadinović 72’ B. Marjanović 84’ | Marcatori | 33’ Hitrec |

| Arbitro: | Ante Schneller (Lubiana) |

|                       |           |                                |
| Kralj 14’ Cindrić 22’ | Marcatori | 4’ Kragić 35’, 69’, 75’ Benčić |

#### Ripetizioni
| Belgrado 13 ottobre 1929 Prima giornata (ripetizione) | BSK Belgrado               | 0 – 3 referto | Jugoslavija | Igralište BSK-a (3 500 spett.)\| Arbitro: \| Stanojlo Joksić (Belgrado) \| |
| Arbitro:                                              | Stanojlo Joksić (Belgrado) |               |             |                                                                            |

A tavolino, il BSK non si è presentato.
| Arbitro: | Emil Göbel (Vienna) |

|             |           |                              |
| Lemešić 20’ | Marcatori | 63’ Tirnanić 89’ Vujadinović |

### Classifica marcatori
| Gol |  |  | Giocatore          | Squadra            |
| --- |  |  | ------------------ | ------------------ |
| 10  |  |  | Ljubo Benčić       | Hajduk Spalato     |
| 9   |  |  | Đorđe Vujadinović  | BSK Belgrado       |
| 6   |  |  | Blagoje Marjanović | BSK Belgrado       |
| 6   |  |  | Ivan Hitrec        | HAŠK Zagabria      |
| 5   |  |  | Ante Bakotić       | Hajduk Spalato     |
| 4   |  |  | Antun Bonačić      | Hajduk Spalato     |
| 3   |  |  | Branislav Hrnjiček | Jugoslavija        |
| 3   |  |  | Vladimir Leinert   | HAŠK Zagabria      |
| 3   |  |  | Leo Wolf           | HAŠK Zagabria      |
| 3   |  |  | Slavin Cindrić     | Građanski Zagabria |

## Squadra campione
- Allenatore: Luka Kaliterna
- Ante Bakotić 10/5, Ljubomir Benčić 10/13, Antun Bonačić 10/4, Miroslav Dešković 10/1, Leo Lemešić 10/2, Marko Mikačić 10, Janko Rodin 10, Bartul Čulić 9, Ivan Montana 8, Veljko Poduje 8, Šime Poduje 7/2, Dušan Stipanović 4/1, Josip Jukić 1, Vladimir Kragić 1/1, Vinko Radić 1, Vinko Viličić 1.
- Fonte hajduk.hr